# Cantarana
Cantarana är en ort och kommun i provinsen Asti i regionen Piemonte i Italien. Kommunen hade 995 invånare (2018).